# Carromato

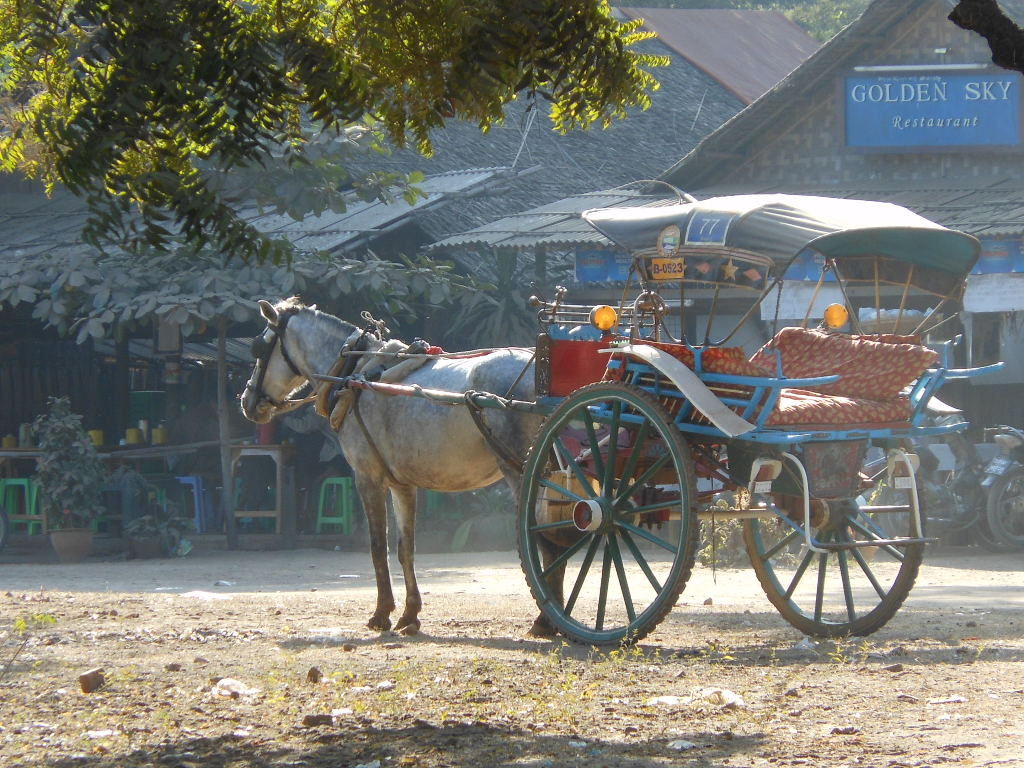

El carromato es un carro de dos ruedas grande y cubierto, diseñado para ser tirado por uno o más animales. Se ha utilizado indistintamente para el transporte de personas y de carga.
Los carromatos están hechos de madera, pueden llevar bolsas de esparto bajo el tablero y van cubiertos con un toldo de material sencillo que se monta sobre tres cerchas curvas. Estas se sostienen encajándolas en los largueros superiores de la caja. El toldo es de cañizo fuerte forrado exteriormente de lona o simplemente encerado. En su interior, del palo o cruz que une los dos largueros superiores y posteriores se cuelga un gran ruedo de fibraesparto.